# IXP1200
Az IXP1200 egy hálózati processzor, az Intel Corporation gyártmánya. A processzor eredetileg a Digital Equipment Corporation (DEC) egyik fejlesztés alatt álló projektje volt, 1996 vége felé. Mikor a DEC digitális félvezető üzletágának egyes részeit 1998-ban egy peren kívüli egyezség részeként – amelyet abból a célból kötöttek, hogy véget vessenek a cégek egymás ellen szabadalomsértés miatt indított pereskedésének – felvásárolta az Intel, a processzor tervei és jogai az Intelhez kerültek. A cég a DEC eredeti tervezőcsapatát bízta meg a tervezés befejezésével, akik be is fejezték azt, már az Intel számára. A processzor mintadarabjai 1999-ben már rendelkezésre álltak az Intel-partnerek számára, és az általános minták 1999 végén váltak elérhetővé. A processzort 2000 elején vezették be, 166 és 200 MHz-es órajelű változatokban. Egy 232 MHz-es verzió is megjelent később. A processzort később az IXP2000 követte, ami egy teljesen Intel-fejlesztésű XScale-alapú család.
A processzort arra szánták, hogy felváltsa a hálózati routerekben használt általános célú beágyazott mikroprocesszorok és specializált alkalmazásspecifikus integrált áramkörök (ASIC) kombinációival felépített rendszereket. Az IXP1200-at a közép- és felső kategóriás routerekhez tervezték. A felső kategóriás / nagy teljesítményű modellek céljaira a processzor kombinálható volt más eszközökkel, ami lehetőséget nyújtott a teljesítmény és az útválasztó képességek további fokozására.
Az IXP1200 egy StrongARM SA-1100-ból származtatott magot és hat ún. mikrogépet (microengines) integrál, amelyek RISC mikroprocesszorok, hálózati csomagok feldolgozására optimalizált utasításkészlettel. A StrongARM mag a nem valós idejű funkciókat végzi, míg a ‘mikrogépek’ a hálózati csomagokat kezelik. A processzor emellett statikus RAM (SRAM) és SDRAM vezérlőket, valamint PCI interfészt és egy IX síninterfészt is magában foglal.
Az IXP1200 6,5 millió tranzisztort tartalmaz, mérete 126 mm2. 0,28 μm-es CMOS folyamattal gyártották, három rétegű fémezéssel. Tokozása 432 golyós továbbfejlesztett ball grid array (golyós érintkezőmátrix) (EBGA). Az IXP1200 a DEC korábbi Massachusetts állambeli Hudsonban található üzemében készült. (A DEC-et 1998-ban felvásárolta a Compaq, amely azt a félvezetőgyártó üzletágával együtt eladta az Intelnek. Az Intel folytatta a csipgyártást a létesítményben, amelyet Fab 17-nek nevezett el.)
Az IXP jelentése az Intel hálózati processzorainak körében „Internet Exchange Processor”.
Az Intel különféle IXP-processzorokat fejlesztett ki, köztük az IXP2800-at, IXP2400-at és IXP440-et, amelyek mindegyike sajátos teljesítménnyel és funkciókészlettel rendelkezik.

## Fordítás
Ez a szócikk részben vagy egészben  az   IXP1200 című angol Wikipédia-szócikk ezen változatának fordításán alapul.  Az eredeti cikk szerkesztőit annak laptörténete sorolja fel. Ez a jelzés csupán a megfogalmazás eredetét és a szerzői jogokat jelzi, nem szolgál a cikkben szereplő információk forrásmegjelöléseként.